# Carlos César Matheus
Carlos César Matheus (Taquaritinga, 2 de Agosto de 1984) é um futebolista brasileiro que atua como zagueiro ou volante. Atualmente, joga no Confiança.

## Carreira
Carlinhos começou a carreira como volante nas categorias de base do Flamengo. Saiu do Rubro-Negro sem ter atuado pelos profissionais.
Profissionalizou-se pelo América SP, passando ainda três temporadas no São Paulo, onde alternou jogos pelos juniores e o time B do tricolor. Seguiu para o Guarani e defendeu o Figueirense por três anos, sendo campeão estadual em 2008. Jogou no futebol grego e, de volta ao Brasil, acumula passagens pelo interior paulista, defendendo Marília, Bragantino e Mirassol.

## Títulos
Figueirense
- Campeonato Catarinense: 2008